# 悠悠自適
| ウィキペディアには「悠悠自適」という見出しの百科事典記事はありません（タイトルに「悠悠自適」を含むページの一覧/「悠悠自適」で始まるページの一覧）。 代わりにウィクショナリーのページ「悠悠自適」が役に立つかもしれません。 |